# Ariostazo

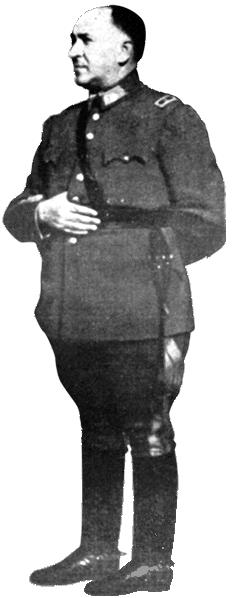
General Ariosto Herrera.

Ariostazo foi um golpe de Estado no Chile em 25 de agosto de 1939 contra o presidente Pedro Aguirre Cerda.
A ação foi protagonizada pelo General Ariosto Herrera. O militar, que era descendente do herói da Guerra do Pacífico Eleuterio Ramírez, havia sido chamado para a aposentadoria alguns meses antes por causa de sua antipatia aos comunistas, que formavam parte da Frente Popular governante. O General Herrera recusou-se a desfilar em frente de La Moneda por considerar que havia demasiadas bandeiras vermelhas sobre suas tropas.
Herrera, que havia anunciado acabar com o «régimen comunistoide [sic] del Negro Aguirre», foi para o Regimento Tacna, que pediu o apoio dos oficiais. Esta tentativa de golpe foi apoiada pelo coronel Guillermo Hormazábal, Diretor da Escola de Engenheiros Militares, que não só tinha conhecimento desta revolta, mas havia se comprometido aos outros oficiais a esperar o apoio do resto do exército. Por não ocorrer, o movimento foi rapidamente suprimido. Após um suicídio simulado, o general Herrera se rendeu.
Como dito na época, por trás do Ariostazo estava Carlos Ibáñez del Campo, mas ele não poderia ser julgado pelos fatos já que fugiu para a Argentina (Depois de receber asilo na Embaixada do Paraguai).